# Mercotte
 (octobre 2022).
Jacqueline Mercorelli, née Pin, dite Mercotte, née le 28 septembre 1942 à Aix-les-Bains (Savoie), est une animatrice de télévision, et blogueuse culinaire française.
En plus de son activité initiale de blogueuse, elle est membre du jury dans l'émission Le Meilleur Pâtissier sur M6 depuis 2012. Cette émission lui a donné une visibilité médiatique et une notoriété auprès du grand public.
Ses diverses activités, ainsi que sa popularité due à la télévision, contribuent à démocratiser la cuisine dans l'espace francophone.

## Biographie

### Jeunesse et études
Originaire de Saint-Alban-Leysse, situé en périphérie de Chambéry, en Savoie, Jacqueline Pin naît le 28 septembre 1942[réf. nécessaire] à Aix-les-Bains,. Après avoir suivi une hypokhâgne en lettres puis des études à l'Institut d'études politiques de Grenoble, elle obtient une licence d'anglais à l'Université de Savoie.
À vingt ans, Jacqueline Pin fait la rencontre d'André-Jean Mercorelli, parachutiste, sur un court de tennis. Quelques mois après leur rencontre, ils se marient et participent à diverses courses automobiles puisque André-Jean Mercorelli est désormais pilote de rallye. Jacqueline Pin, devenue Mercorelli, a été pendant de longues années la copilote de son mari lors de rallyes. Dès ces premières années de vie commune, Jacqueline (familièrement « Jacquotte ») prend le surnom de Mercotte. Mercotte provient de la contraction de son nom d'épouse et de son prénom familier : fusion de MERCOrelli et jacquOTTE.
Jacqueline Mercorelli donne naissance à quatre enfants : Fabrice, Frédérique, François-Xavier et Alexia,.

### Carrière
Mercotte a consacré les premières années de sa vie à son rôle de mère auprès de ses quatre enfants. En effet, sans formation en cuisine ou en pâtisserie et sans parcours professionnel dans ces domaines, elle n'avait aucune appétence particulière pour la cuisine.
Néanmoins, en 1987, elle écrit son premier ouvrage, La Nouvelle cuisine à votre portée 140 recettes légères avec Monique Lansard, aux éditions SAEP, à Colmar.
Mercotte se met véritablement à la cuisine après le départ de ses enfants.
À 63 ans, Mercotte se lance dans une carrière de blogueuse culinaire et devient rapidement une référence en pâtisserie. En effet, en 2005, elle se lance dans la création d'un site web de cuisine intitulé La Cuisine de Mercotte afin de partager sa passion pour les recettes de cuisine. Ce sont le plus souvent des recettes de plats sucrés (desserts) inspirées de recettes de chefs, que Mercotte cherche à rendre accessibles à tous.
En 2007, elle sort son deuxième ouvrage 30 desserts créatifs pour toutes les occasions, et obtient la même année, le premier prix dans la catégorie cuisine, au Festival d'expression sur internet de Romans-sur-Isère.
En 2008, après des années consacrées à maîtriser tous les aspects de la pâtisserie, elle publie Solution Macarons, aux éditions Altal, avec pour vocation de rendre la réalisation des macarons accessible à tous. En complément de cet ouvrage, les lecteurs peuvent découvrir de nombreuses recettes de macarons sur le site et sur l'application iOS « Macarons Mercotte ». Ils peuvent également lui poser librement des questions par le biais des commentaires du blog. Mercotte devient une référence dans l'art des macarons.
Désormais, blogueuse très lue sur internet, à un âge avancé et appuyée par une aisance oratoire naturelle, elle présentera désormais un intérêt, une originalité et une opportunité pour les médias. Elle devient alors chroniqueuse culinaire dans l'émission L'Assiette savoyarde sur France Bleu Pays de Savoie en 2009.
En 2010, elle publie Solution Organisation chez le même éditeur afin d'aider les lecteurs à s'organiser pour cuisiner des menus pour leurs invités.

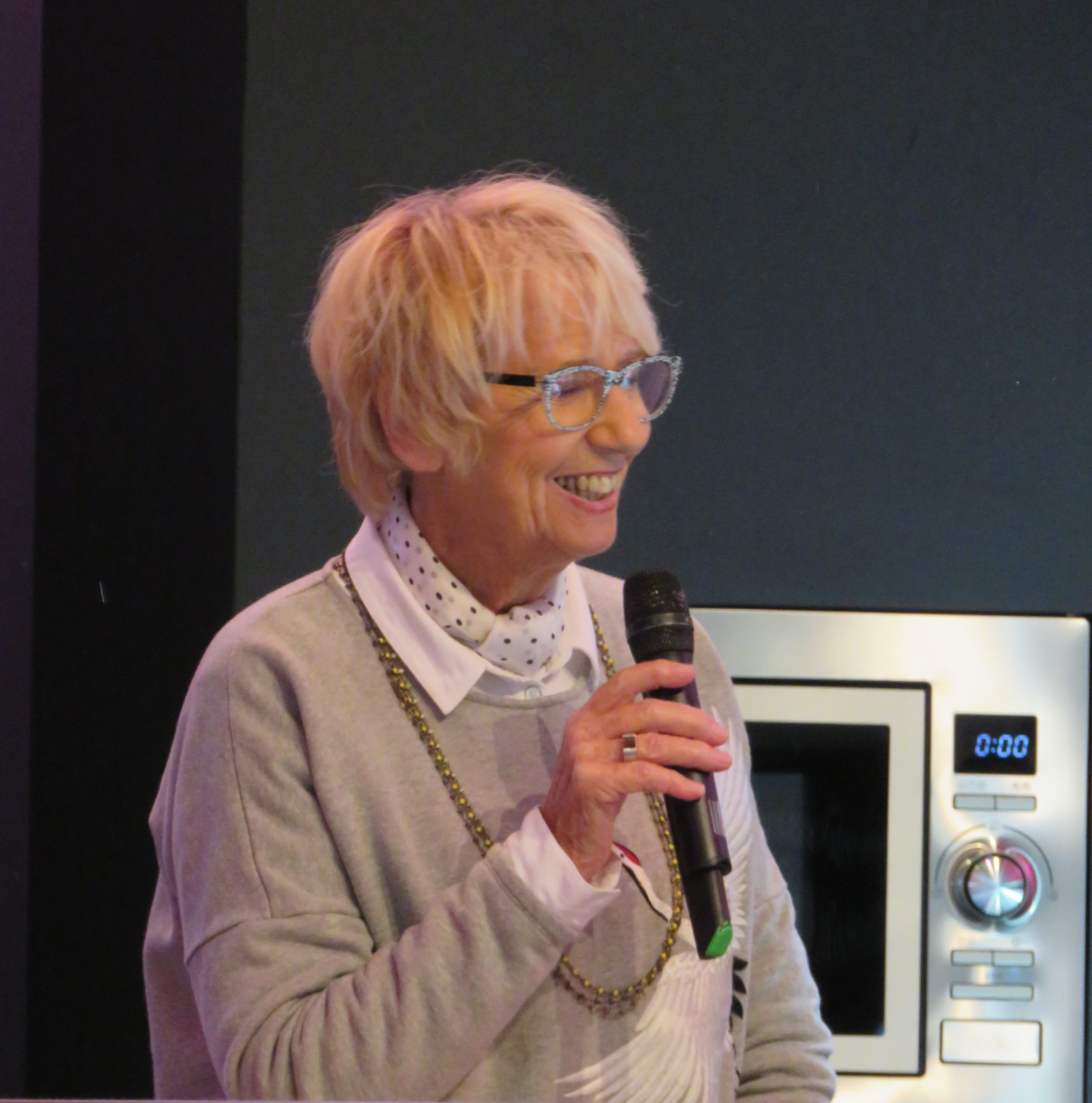
Le discours de Mercotte au Salon du chocolat de Paris.

En 2012, fidèle à sa maison d'édition savoyarde, elle publie son cinquième ouvrage Solution desserts pas à pas qui se concentre sur sa spécialité : les recettes de desserts.
Depuis 2012, elle devient membre du jury dans Le Meilleur Pâtissier sur M6, en compagnie de Cyril Lignac et de Faustine Bollaert puis Julia Vignali puis Marie Portolano,puis Laëtitia Milot.
En 2020, elle participe dans Tous en cuisine, en direct avec Cyril Lignac sur M6 avec Cyril Lignac et Jérôme Anthony. Mercotte ne se définit pas comme une cheffe pâtissière mais comme une blogueuse et critique culinaire : en ce sens, elle a un regard avisé et non un talent opérationnel devant les fourneaux. Comme elle l'a reconnu, jeune mariée, elle « ne savait pas faire cuire un œuf ». Donc Mercotte n'excelle pas en cuisine ni en pâtisserie, mais sa pertinence vient de ses expériences gustatives et de sa curiosité en pâtisserie qui lui donnent une assise solide dans l'appréciation culinaire.
En décembre 2024, à l'occasion d'un tournage de l'émission Tous en cuisine, elle annonce à Cyril Lignac et à la production du Meilleur Pâtissier sa décision de quitter l'émission après la saison 14, expliquant « qu’il faut savoir s’arrêter à temps ». Sa décision est révélée quelques mois plus tard, le 19 août 2025.

## Activités médiatiques

### Radio
- 2009-2022 : chroniqueuse culinaire dans l'émission L'Assiette savoyarde sur France Bleu Pays de Savoie

### Télévision
- Depuis 2012 à 2025[11] : Le Meilleur Pâtissier sur M6 : jurée avec Cyril Lignac
- 2016-2019 : Le Meilleur Pâtissier, spécial célébrités sur M6 : jurée avec Cyril Lignac
- Depuis 2021 : Le Meilleur Pâtissier, spécial célébrités sur Gulli avec Norbert Tarayre
- 2021 : Le Meilleur Pâtissier : revanche sous la tente sur M6 : jurée avec Christophe Renoud
- 2022 : Le Meilleur Pâtissier, la cuisine secrète sur M6 : jurée avec Christophe Renoud[source secondaire souhaitée]
- Depuis 2022 : Les Astuces de Mercotte et Margaux sur M6
- 2023 : Le Meilleur Pâtissier, la revanche des finalistes sur M6 : jurée avec Christophe Renoud[source secondaire souhaitée]
- 2024 : Le meilleur pâtissier Algérie : invitée spéciale[source secondaire souhaitée].
- 2024 : Top Gear France, saison 9, épisode 5 sur RMC Découverte : participante.

## Récompense
- 2007 : Premier prix dans la catégorie 'cuisine' au Festival d'expression sur internet de Romans-sur-Isère[1].